# Bela Cruz
Bela Cruz là một đô thị thuộc bang Ceará, Brasil. Đô thị này có diện tích 841,718 km², dân số năm 2007 là 29252 người, mật độ 34,75 người/km².